# Józef Ługowski
Józef Ługowski herbu Lubicz (zm. po 1761 roku) – cześnik łukowski w latach 1737–1761, cześnik urzędowski w latach 1732–1737, miecznik urzędowski od 1726 roku, regent grodzki lubelski w 1741 roku.
Jako deputat i poseł na sejm elekcyjny z województwa lubelskiego podpisał pacta conventa Stanisława Leszczyńskiego w 1733 roku.